# 成田空港線 (路線バス)
成田空港線（なりたくうこうせん）は、日本国有鉄道（→東日本旅客鉄道→ジェイアールバス関東）が成田駅 - 成田国際空港間で運行していた自動車路線（国鉄バス）である。同区間運行の千葉交通空港線との間で共同運行が行われており、本項目では共同運行の内容についても記述する。

## 概要
1978年5月21日から、新東京国際空港（成田空港）の開港に伴い、最寄りの国鉄駅である成田駅及び周辺地域と空港との間を結ぶ路線として開設された。付近は国鉄バスと千葉交通の路線エリアであったことから、両者による共同運行が行われることとなり、成田駅 - 成田空港構内間を途中ノンストップで運行する急行系統を国鉄バスが、周辺の団地などから成田駅を経由し、途中停留所にも停車して成田空港との間を結ぶ普通系統を千葉交通が担当することとされた。
国鉄による成田空港アクセス輸送機関としては成田新幹線が計画されていたものの、同線の建設はとん挫したため、国鉄経由での成田空港連絡客輸送は当線が担うこととなった。しかしながら、運行本数や所要時間のうえで国鉄経由は他の交通機関利用に劣り、特にPRも行われなかったことから、空港利用客の当線利用は少なく、空港関連従業者の利用が主体であった。
国鉄分割民営化後も、国鉄バス担当便の運行主体が東日本旅客鉄道→ジェイアールバス関東に変更となった程度で運行が続けられたが、1991年（平成3年）3月19日の成田空港旅客ターミナルへの成田線乗入れ開通時にジェイアールバス関東担当の急行便が廃止となり、千葉交通担当便もその後路線再編が行われて廃止となった。

## 路線
- 成田駅 - 成田空港[3]
  - 成田空港構内では、貨物地区・管理所前・旅客ターミナルビル前に停留所が設けられていた[2]。
  - 国鉄バス担当の急行便は、成田駅 - 成田空港間の折返し運行で、途中ノンストップ（空港構内の貨物地区・管理所前には停車）[2]。千葉交通担当の普通便は、周辺ニュータウン地区の団地から成田駅を経由して空港との間で運行された[2]。成田駅と成田空港では、急行便と普通便が交互に発車するように運行され、双方を合わせた運行間隔は6分-26分毎であった[2]。
  - 運賃は片道300円（1981年当時）で、運行会社を問わず利用できる共通乗車券も発売された[2]。
  - 当線の自動車駅ではなかったが、成田空港旅客ターミナルの中央ビル1階には国鉄の案内カウンターと「みどりの窓口」が設置され、当線を含む国鉄全線の乗車券・指定券の販売を行っていた[4]。当線の成田駅行き乗車場はこの旅客ターミナル中央ビル前にあった[4]。

## 運行していた地域
- 千葉県成田市

## 車両
- 国鉄バス・千葉交通のいずれも、通常の前中扉路線車を使用し、荷物置き場などの特別な設備は設けられていなかった[2]。国鉄バスについては、八日市場自動車営業所成田支所が運行を担当した。千葉交通側は成田営業所が担当した。

## 沿革
- 1978年（昭和53年）1月20日 - 国鉄バス八日市場自動車営業所成田支所開設。
- 1978年（昭和53年）5月21日 - 国鉄バス・千葉交通の共同運行により成田駅 - 成田空港間で旅客営業を開始。
- 1987年（昭和62年）4月1日 - 国鉄分割民営化により、国鉄バス担当便の運行を東日本旅客鉄道に移管。
- 1988年（昭和63年）4月1日 - 東日本旅客鉄道のバス事業分社化により、同社担当便の運行をジェイアールバス関東に移管。
- 1991年（平成3年）3月19日 - 成田空港旅客ターミナルへの鉄道乗入れ開通に伴い、ジェイアールバス関東担当便廃止。
- xxxx年[いつ?] - 千葉交通担当便廃止。